# Cécile (dessinatrice)
Pour les articles homonymes, voir Cécile.
Cécile, de son vrai nom Cécile Brosseau, née le 2 juin 1975 à Saint-Nazaire, est une dessinatrice de bande dessinée française.

## Biographie
Elle habite ensuite à Olonne-sur-Mer. Elle intègre une filière littéraire avec option arts plastiques au lycée et quitte le lycée en terminale. En 1997, illustrant des textes de sa sœur, le rédacteur en chef de l’agence du quotidien Ouest-France des Sables d’Olonne lui demande des dessins pour illustrer quelques articles, à la suite de quoi la mairie des Sables d'Olonne organise une exposition de ses travaux, dont Ouest France se fait l'écho, attirant ainsi l'attention du scénariste Serge Perrotin. Elle lance ainsi sa première série, dont elle est l'auteur complet (scénario, dessin et couleurs), Cédille, aux éditions Clair de Lune en 2005,.
Le style de la dessinatrice et les histoires de Cédille incitent les éditions du Lombard à lui proposer un contrat. La série est prolongée de trois albums.
En 2015, Cécile rencontre Christophe Cazenove, scénariste des Sisters et de nombreuses autres séries. Chez Bamboo, ils sortent la série Le Livre de Piik (mis en couleurs par Sandrine Cordurié) puis une autre série, commencée en 2017, Les Amies de papier (coécrite avec Ingrid Chabbert).
En 2018, elle monte un projet en financement participatif pour un carnet de coloriage titré Fées des coloriages.

## Œuvres
- Cédille, Clair de Lune, coll. « Espiègle » :

1. Le Monde dans les mains, 2005  (ISBN 2-913714-71-4).

- Edlyn, Soleil Productions, 2007  (ISBN 978-2-84946-728-2).
- Arthur et la vengeance de Maltazard, scénario de Christophe Lemoine d'après Luc Besson, Glénat :

1. La BD du film - Tome 1, dessins de Cécile, 2009  (ISBN 978-2-7234-7356-9).
2. La BD du film - Tome 2, dessins de Cécile, coll. « Jeunesse », 2010  (ISBN 978-2-7234-7525-9).
3. La Guerre des deux mondes, dessins de Cécile et Fred Vignaux, 2010  (ISBN 978-2-7234-7927-1).

- Cédille Seconde série, scénario de Marc Cantin, Le Lombard, coll. « Portail » :

1. Zizanie au Zoo, 2010  (ISBN 978-2-8036-2630-4).
2. Panique au cirque, 2010  (ISBN 978-2-8036-2631-1).
3. Mystère au musée, 2010  (ISBN 978-2-8036-2694-6).

- Clara, scénario de Christophe Lemoine, Le Lombard, 2012  (ISBN 978-2-8036-3071-4).
- La Guerre des boutons, d'après l'œuvre éponyme de Louis Pergaud, scénario de Christophe Lemoine, Vents d'Ouest, 2012  (ISBN 978-2-7493-0664-3).
- Lulu & Fred, scénario de Jean-Jacques Thibaud et Nicolas Robin[réf. nécessaire], couleurs de Mariacristina Federico, Le Lombard.

1. Une dent contre les mémés, 2013  (ISBN 978-2-8036-3282-4).
2. Du sérieux à Châtigneux, 2014  (ISBN 978-2-8036-3419-4).

- Papa ne sait pas, scénario de Alain Dary et Bastien Griot, couleurs de Cécile, Glénat, 2014  (ISBN 978-2-344-00305-3).
- Poil de carotte, d'après l'œuvre éponyme de Jules Renard, scénario de Christophe Lemoine, couleurs de Mariacristina Federico, Vents d'Ouest, 2014  (ISBN 978-2-7493-0732-9).
- Purgatoire, scénario de Yves Rodier, couleurs de Cécile, Lounak :

1. Chacun son enfer !, 2014  (ISBN 978-2-9814095-6-0)

- Jacquou le Croquant[4],[5], d'après l'œuvre éponyme de Eugène Le Roy, scénario de Christophe Lemoine, couleurs de Mariacristina Federico, Vents d'Ouest, 2015  (ISBN 978-2-7493-0776-3).
- Le Livre de Piik, scénario de Christophe Cazenove, couleurs de Sandrine Cordurié, Bamboo :

1. Le Secret de Sallertaine, 2015  (ISBN 978-2-8189-3233-9).
2. Le Sortilège de Flore, 2016  (ISBN 978-2-8189-3357-2).
3. Le Serment du bourreau, 2017  (ISBN 978-2-8189-4153-9).

- Les Amies de papier, scénario de Christophe Cazenove et Ingrid Chabbert, couleurs de  Sandrine Cordurié, Bamboo Édition :

1. Le Cadeau de nos 11 ans, 2017  (ISBN 978-2-8189-3612-2).
2. 12 printemps, 2 étés, 2018  (ISBN 978-2-81894-419-6).
3. Treize Envies de te revoir[3], 2019  (ISBN 978-2-8189-4419-6).
4. An quatorze, 2020  (ISBN 978-2-8189-7547-3).
5. 15 Ans pour la vie, 2021  (ISBN 978-2-8189-7914-3).

- Mauve Bergamote, avec Grimaldi, Delcourt :

1. Bienvenue à l'herboristerie, 2021  (ISBN 978-2-413-03816-0).

- Amy pour la vie, scénario de Christophe Cazenove et Jérôme Derache, couleurs de Annelise Sauvêtre, Bamboo Édition, 2022  (ISBN 978-2-8189-8372-0).

## Prix
- 2012 : prix de l'Enseignement 41 pour le Jeune Public pour Clara (avec Lemoine)